# Полянка (Крым)
Полянка (до 1948 года Курлук-Су; укр. Полянка, крымскотат. Kürlük Suv, Курьлюк Сув) — исчезнувший посёлок в Симферопольском районе Крыма, на территории Добровского сельского поселения (согласно административно-территориальному делению Украины — Добровского сельского совета Автономной Республики Крым).
Располагался на юго-востоке района, на автодороге 35-А-002 Симферополь — Алушта — Ялта (по украинской классификации М-18 Автодорога М-18), у северного подножия Чатыр-Дага, у впадения в реку Ангара правого притока Курлюк-Су, примерно в 2 километрах южнее села Перевальное.

## История
Впервые в исторических документах селение встречается в указе Президиума Верховного Совета РСФСР от 18 мая 1948 года, которым Курлук-Су бал переименован в Полянку. 26 апреля 1954 года Крымская область была передана из состава РСФСР в состав УССР. Решением Крымоблисполкома от 8 сентября 1958 года № 834 посёлок Полянка ещё Заречненского сельсовета исключён из учётных данных административно-территориального деления (согласно справочнику «Крымская область. Административно-территориальное деление на 1 января 1968 года» — в период с 1954 по 1968 год, как посёлок Добровского сельсовета).